# Petrus Colve
Pieter Colve of Petrus Colvius (Brugge, 1567 - Granville, 1594) was een geleerde humanist uit de zestiende eeuw.

## Levensloop
Colvius behoorde tot een notabele Brugse familie. Anton Colve was een geleerde humanist. Gysbrecht en Nicolaas jr. Colve waren schepen van de stad in de calvinistische besturen van 1578-1584. Na zijn studies begon Pieter naam te krijgen onder de geleerden van zijn tijd, en zou wellicht een van de beroemdste onder hen zijn geworden, als hij niet vroegtijdig was weggemaaid.
Colvius studeerde waarschijnlijk in Leiden onder Justus Lipsius. Hij bestudeerde er de klassieke auteurs en promoveerde tot doctor in de rechten. Na eerst in Duitsland te hebben verbleven, werd hij secretaris van een ambassadeur aan het Franse hof. Hij werd in Parijs op straat door een muilezel een trap toegediend die hem fataal werd. Hij trok zich terug in Granville, in de hoop te herstellen, maar overleed er. Hij was nauwelijks zevenentwintig toen hij stierf.

## Publicaties
Colvius oefende zich in de Latijnse dichtkunst en had hiermee een vleiende reputatie bereikt. Sommige van zijn verzen werden opgenomen in de Deliciae Poëtarum Belgicorum.
Hij maakte zich bekend door een goede uitgave te realiseren van de verzamelde werken van Apulejus (Leiden 1588). Hij schreef ook erudiete commentaren op de werken van Sidonius Apollinaris, die na zijn dood door zijn vriend Johannes a Wouweren (Parijs 1598) werden uitgegeven.